# Scotty James
Scotty James (født 6. juli 1994) er en australsk professionel snowboarder. Han konkurrerer i disciplinen Halfpipe.
Han har deltaget ved Vinter-OL fire gange, og har vundet to olympiske medaljer - bronze i Halfpipe i 2018 og senest en sølvmedalje i Halfpipe i 2022 (en konkurrence, hvor japanske Ayumu Hirano vandt guld). James var desuden Australiens fanebærer ved Vinter-OL 2018's åbningsceremoni.
Han har yderligere vundet guldmedaljer ved X Games, FIS World Championships, FIS World Cup, LAAX Open, Dew Tour og Burton US Open. 